# Ligne 3 du métro de Séoul
Pour les articles homonymes, voir Ligne 3.
La ligne 3 du métro de Séoul (ligne orange) est une ligne du réseau du métro de Séoul. Elle relie la ville de Goyang, située au nord-ouest ; le centre-ville de Séoul, la capitale sud-coréenne, arrondissement Gangnam-gu ; et le sud-est de celle-ci.

## Situation sur le réseau

Plan du réseau du métro de Séoul (2023)

## Historique

### Chronologie
- 12 juillet 1985 ouverture, 8 km, Gupabal à Dongnimmun[1],
- 18 octobre 1985 ouverture, 16,2 km, Dongnimmun à Yangjae[1],
- 13 juillet 1990 ouverture, 1,5 km, Gupabal à Jichuk[1],
- 30 octobre 1993 ouverture, 7,5 km, Yangjae à Suseo[1],
- 30 janvier 1996 ouverture, 19,2 km, Jichuk à Daehwa[1],
- 18 février 2010 ouverture, 3 km, Suseo à Ogeum[1].
- 27 décembre 2014, ajout de la station Wonheung[2].

### Histoire
Sa construction a débuté en 1980, et après un développement en plus de deux étapes le tronçon Gupabal-Yangjae, qui représente la plus grande partie du tracé actuel, est ouvert à l'exploitation en 1985, en même temps que la ligne 4. La station Jichuk est ouverte en 1990. En octobre 1993, un deuxième prolongement (Yangjae-Suseo) vers le sud est ouvert, il correspond au tracé actuel de la ligne 3. En 1996, la ligne ferroviaire Ilsan (Daehwa-Jichuk), considérée comme la troisième extension vers le nord, reliant la ville de Goyang à Séoul, est mise en service.
Les stations de la ligne 3 sont exploitées par deux compagnies différentes et sont parfois présentées séparément. Il y a deux dépôts, à proximité des stations Jichuk et Suseo, qui sont destinés à la fois aux compagnies rails des exploitants Korail et Seoul Metro. Une extension de 3 km est ouverte le 18 février 2010, elle s'étend de Suseo au marché de Garak (ligne 8) et Ogeum (ligne 5).

## Infrastructure

### Stations
La ligne compte 43 stations et seize d'entre elles ont une ou plusieurs relations de correspondance avec une autre ligne du réseau :
| Code | Station                                    | Correspondance | Distance en km | Distance cumulée | Ville     | Arrondissement   |
| ---- | ------------------------------------------ | -------------- | -------------- | ---------------- | --------- | ---------------- |
|      |                                            |                |                |                  |           |                  |
| 309  | Daehwa                                     |                | ---            | 0.0              | Goyang-si | Ilsanseo-gu (en) |
| 310  | Juyeop                                     |                | 1.4            | 1.4              | Goyang-si | Ilsanseo-gu (en) |
| 311  | Jeongbalsan                                |                | 1.6            | 3.0              | Goyang-si | Ilsanseo-gu (en) |
| 312  | Madu                                       |                | 0.9            | 3.9              | Goyang-si | Ilsanseo-gu (en) |
| 313  | Baekseok                                   |                | 1.4            | 5.3              | Goyang-si | Ilsanseo-gu (en) |
| 314  | Daegok                                     |                | 2.5            | 7.8              | Goyang-si |                  |
| 315  | Hwajeong                                   |                | 2.1            | 9.9              | Goyang-si |                  |
| 316  | Wondang                                    |                | 2.6            | 12.5             | Goyang-si |                  |
| 317  | Wonheung                                   |                | 2,9            | 15,4             | Goyang-si |                  |
| 318  | Samsong                                    |                | 5.0            | 17.5             | Goyang-si |                  |
| 319  | Jichuk                                     |                | 1.7            | 19.2             | Goyang-si |                  |
| 320  | Gupabal                                    |                | 1.5            | 20.7             | Séoul     | Eunpyeong-gu     |
| 321  | Yeonsinnae                                 |                | 2.0            | 22.7             | Séoul     | Eunpyeong-gu     |
| 322  | Bulgwang                                   |                | 1.3            | 24.0             | Séoul     | Eunpyeong-gu     |
| 323  | Nokbeon                                    |                | 1.1            | 25.1             | Séoul     | Eunpyeong-gu     |
| 324  | Hongje                                     |                | 1.6            | 26.7             | Séoul     | Seodaemun-gu     |
| 325  | Muakjae                                    |                | 0.9            | 27.6             | Séoul     | Seodaemun-gu     |
| 326  | Dongnimmun                                 |                | 1.1            | 28.7             | Séoul     | Seodaemun-gu     |
| 327  | Gyeongbokgung                              |                | 1.6            | 30.3             | Séoul     | Jongno-gu        |
| 328  | Anguk                                      |                | 1.1            | 31.4             | Séoul     | Jongno-gu        |
| 329  | Jongno 3(sam)-ga                           |                | 1.0            | 32.4             | Séoul     | Jongno-gu        |
| 330  | Euljiro 3(sam)-ga                          |                | 0.6            | 33.0             | Séoul     | Jung-gu          |
| 331  | Chungmuro                                  |                | 0.7            | 33.7             | Séoul     | Jung-gu          |
| 332  | Université de Dongguk                      |                | 0.9            | 34.6             | Séoul     | Jung-gu          |
| 333  | Yaksu                                      |                | 0.7            | 35.3             | Séoul     | Jung-gu          |
| 334  | Geumho                                     |                | 0.8            | 36.1             | Séoul     | Seongdong-gu     |
| 335  | Oksu                                       |                | 0.8            | 36.9             | Séoul     | Seongdong-gu     |
| 336  | Apgujeong                                  |                | 2.1            | 39.0             | Séoul     | Gangnam-gu       |
| 337  | Sinsa                                      |                | 1.5            | 40.5             | Séoul     | Gangnam-gu       |
| 338  | Jamwon                                     |                | 0.9            | 41.4             | Séoul     | Seocho-gu        |
| 339  | Terminal de bus express                    |                | 1.2            | 42.6             | Séoul     | Seocho-gu        |
| 340  | Université nationale de pédagogie de Séoul |                | 1.6            | 44.2             | Séoul     | Seocho-gu        |
| 341  | Terminal des bus de Nambu                  |                | 0.9            | 45.1             | Séoul     | Seocho-gu        |
| 342  | Yangjae                                    |                | 1.8            | 46.9             | Séoul     | Seocho-gu        |
| 343  | Maebong                                    |                | 1.2            | 48.1             | Séoul     | Gangnam-gu       |
| 344  | Dogok                                      |                | 0.8            | 48.9             | Séoul     | Gangnam-gu       |
| 345  | Daechi                                     |                | 0.8            | 49.7             | Séoul     | Gangnam-gu       |
| 346  | Hangnyeoul                                 |                | 0.8            | 50.5             | Séoul     | Gangnam-gu       |
| 347  | Daecheong                                  |                | 0.9            | 51.4             | Séoul     | Gangnam-gu       |
| 348  | Irwon                                      |                | 1.2            | 52.6             | Séoul     | Gangnam-gu       |
| 349  | Suseo                                      |                | 1.8            | 54.4             | Séoul     | Gangnam-gu       |
| 350  | Marché de Garak                            |                | 1.2            | 55.6             | Séoul     | Songpa-gu        |
| 351  | Hôpital de la police nationale             |                | 0.8            | 56.4             | Séoul     | Songpa-gu        |
| 352  | Ogeum                                      |                | 0.6            | 57.0             | Séoul     | Songpa-gu        |
|      |                                            |                |                |                  |           |                  |

## Exploitation

### Matériel roulant

#### Actuel
Train VVVF unité 3000 de la Seoul Transportation Corporation
- Première génération (depuis 2009)
- Deuxième génération (depuis 2022)

Korail Class 3000
- Deuxième génération (depuis 2023)
- Troisième génération (depuis 2023)

#### Retiré du service
Métro de Séoul série 3000 
- Basé à partir d'une voiture électrique GEC Traction (de 1989 à 2022, certains rames ont été transférées sur la ligne 4)

- Basé à partir d'une voiture électrique GEC Traction (rames rénové) (de 2010 à 2022)

Korail Class 3000
- Première génération (de 1995 à 2024)